# 哌拉西林
哌拉西林（INN：piperacillin）是一种半合成的β-内酰胺类广谱抗生素，化学本质属尿酸青霉素:221-222。哌拉西林能有效杀灭革兰氏阴性菌以及部分革兰氏阳性菌，但对金黄色葡萄球菌等革兰氏阳性菌无效。
哌拉西林的相关专利于1974年取得。1981年，该药物获批上市。目前临床上哌拉西林一般会与β-内酰胺酶抑制剂他唑巴坦联用以增强疗效。不过哌拉西林与他唑巴坦联用的疗法因青霉素类抗生素一般不能与耐甲氧西林金黄色葡萄球菌（MRSA）的青霉素结合蛋白高效结合而难以有效杀灭MRSA。哌拉西林与他唑巴坦联用是美国非联邦医院中最常使用的治疗方法之一。

## 特性
与其他β-内酰胺类抗生素相同，哌拉西林通过与青霉素结合蛋白结合抑制细菌细胞壁的合成，进而达到抑制细菌增殖的目的。
哌拉西林半衰期约为36-72分钟，主要经肾通过尿液排泄，大部分哌拉西林不会发生代谢，以原型形式排出。给药12小时后，50-70%的哌拉西林会排出体外。如果患者有肾功能障碍，哌拉西林的半衰期会延长:221-222。

## 临床
哌拉西林只能通过静脉注射或肌肉注射的方式给药，不能通过口服给药。当哌拉西林的浓度达到最小抑菌浓度的4-6倍后，抑菌作用将不再有明显上升。
临床上一般使用哌拉西林治疗腹腔内感染、尿路感染、妇科感染、淋球菌感染、败血症、下呼吸道感染、皮肤与皮肤结构感染、骨髓炎与关节感染等病症。哌拉西林引起的药物不良反应一般较轻，包括：血栓性静脉炎、腹泻、注射时出现轻度至中度的疼痛等，以及诸如超敏反应、白细胞减少症和血小板功能障碍等同类药物中普遍存在的药物不良反应（不考虑长期用药的情况下）:221-222。
哌拉西林可与β-内酰胺酶抑制剂他唑巴坦联用以增强疗效。